# Alpha Phi Omega
Alpha Phi Omega (ΑΦΩ), communément appelé APO, mais aussi A-Phi-O et A-Phi-Q, est une fraternité de service (en) mixte américaine. Il s'agit de la plus grande fraternité universitaire des États-Unis, avec des sections sur plus de 350 campus, une adhésion active de plus de 25 000 étudiants et plus de 500 000 anciens élèves. Il existe également 250 chapitres aux Philippines, un en Australie et un au Canada.
Alpha Phi Omega est organisée pour fournir des services communautaires, le développement du leadership et des opportunités sociales aux étudiants. Le but de la fraternité est « de rassembler les étudiants dans une fraternité de service national dans la communion des principes dérivés du serment scout et de la loi scoute des Boy Scouts of America ; de développer le leadership, de promouvoir l'amitié et de fournir du service à l'humanité ; et promouvoir la liberté qui constitue notre héritage national, éducatif et intellectuel ». L'objectif principal d'Alpha Phi Omega est donc de fournir un service bénévole dans quatre domaines : le service à la communauté, le service au campus, le service à la fraternité, et le service à la nation et au monde.
Étant avant tout une organisation de services, Alpha Phi Omega n'exploite ni n'entretient de maison de fraternité comme logement pour ses membres.
Alpha Phi Omega n'empêche pas ses membres d'être membres d'une autre organisation.